# San Leo
San Leo (romanyol nyelven San Lé) település Olaszországban, Emilia-Romagna régióban, Rimini megyében. Lakosainak száma 2820 fő (2023. január 1.). San Leo Acquaviva, Chiesanuova, San Marino, Maiolo, Montecopiolo, Monte Grimano, Novafeltria, Sassofeltrio, Poggio Torriana és Verucchio községekkel határos.

## Népesség
A település lakossága az elmúlt években az alábbi módon változott:
| Lakosok száma | 2935 | 2883 | 2820 |
|               | 2017 | 2018 | 2023 |